# Mormaison
Mormaison korábbi község Franciaország Loire mente régiójában, Vendée megyében. 2016. január 1-jén Saint-André-Treize-Voies és Saint-Sulpice-le-Verdon  korábbi községgel egyesült és az így létrejött Montréverd új község része lett.
Lakosainak száma 1212 fő (2018. január 1.). Mormaison Vieillevigne, Les Lucs-sur-Boulogne, Rocheservière, Montréverd, Saint-Sulpice-le-Verdon és Saint-André-Treize-Voies községekkel határos.

## Népesség
A település népességének változása:
| Lakosok száma | 905  | 924  | 780  | 806  | 820  | 1045 | 1070 | 1122 | 1168 | 1212 |
|               | 1962 | 1968 | 1975 | 1982 | 1990 | 2008 | 2013 | 2015 | 2017 | 2018 |